# توموهیکو مییازاکی
توموهیکو مییازاکی (انگلیسی: Tomohiko Miyazaki؛ زادهٔ ۲۱ نوامبر ۱۹۸۶) بازیکن فوتبال اهل ژاپن است.
از باشگاه‌هایی که در آن بازی کرده‌است می‌توان به باشگاه فوتبال جوبیلو ایواتا و باشگاه فوتبال کاشیما آنتلرز اشاره کرد.